# Pantaleon Bruns
Pantaleon Bruns OSB, eigentlich: Andreas Bruns (* 5. April 1670 in Borgholz; † 15. Dezember 1727 in Paderborn) war ein Benediktinermönch und von 1709 bis 1727 44. Abt des Abdinghofklosters in Paderborn sowie seit 1721 Weihbischof in Paderborn.

## Leben und Wirken

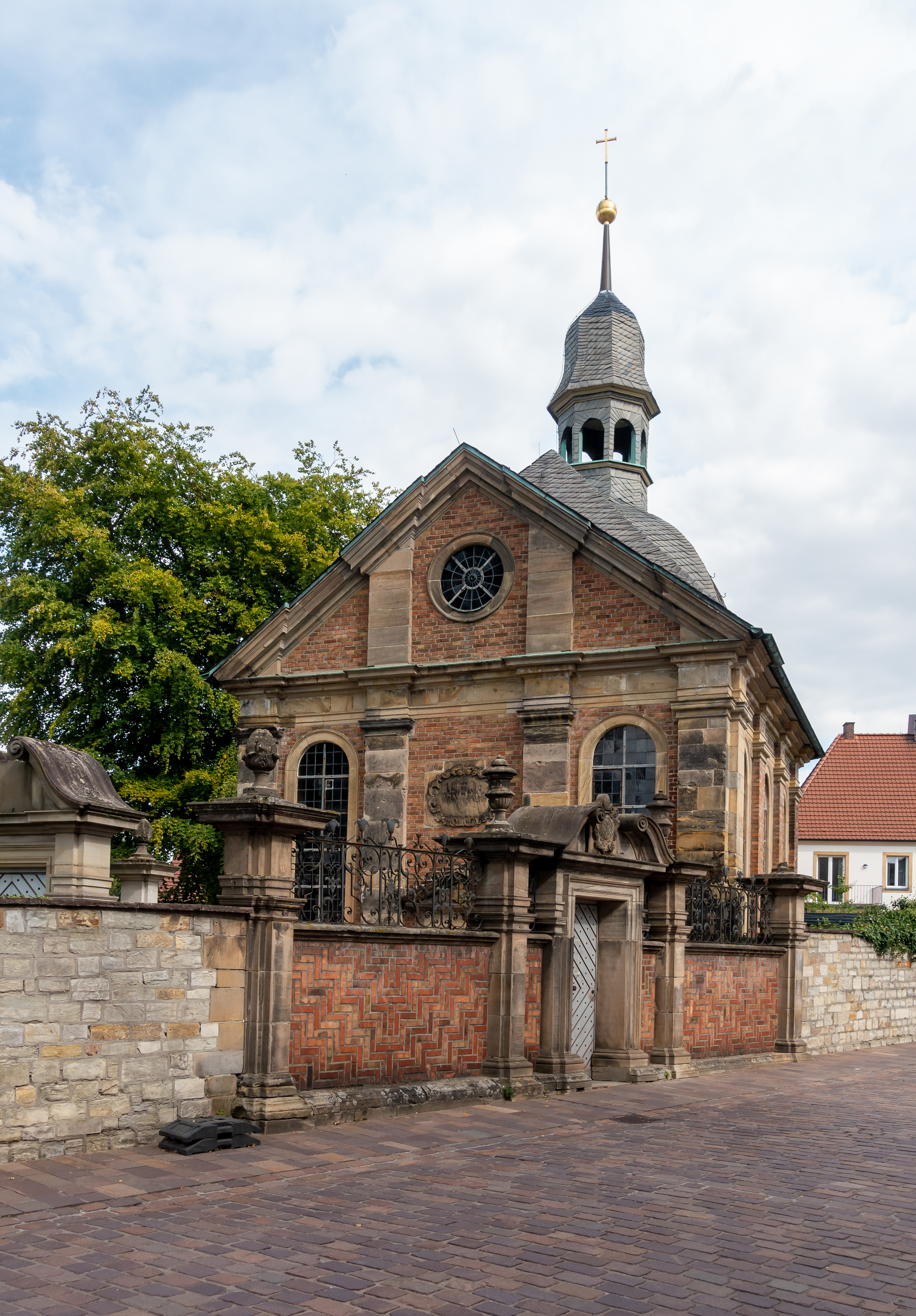
Die von Abt Pantaleon umgestaltete Alexiuskapelle in Paderborn

Der als Sohn eines Gärtners auf dem Rittergut Borgholz geborene und auf den Namen Andreas getaufte Bruns trat in seiner Jugend in das Paderborner Abdinghofkloster ein, wobei er den Klosternamen Pantaleon annahm. 1709 wurde er zum Abt seines Klosters gewählt, dem er bis zu seinem Tode vorstand. Unter seinem Abbatiat konnte die seither als „Benediktinerinsel“ oder „Möncheteich“ bezeichnete Ottilienquelle erworben und in der Folgezeit als „Curanstalt Inselbad“ ausgebaut werden.
1721 wurde Bruns von Papst Clemens XI. zum Titularbischof von Thyatira und Paderborner Weihbischof ernannt. Am 23. März 1721 erhielt er vom Münsteraner Weihbischof Wilhelm Hermann Ignatz Wolff-Metternich zur Gracht in der Abdinghofkirche die Bischofsweihe. Am 14. Juni 1722 übernahm er den Vorsitz der Bursfelder Kongregation und amtierte anstelle des noch nicht ordinierten Fürstbischofs von Paderborn, Clemens August I. von Bayern, bis 1725 als Apostolischer Administrator im Bistum Paderborn. Zusammen mit dem gleichfalls aus Borgholz gebürtigen Abt des Klosters Hardehausen, Laurentius Kremper, vollzog er 1724 die Bischofsweihe des Weihbischofs Ferdinandus Oesterhoff sowie die Benediktion des Abtes Petrus Nolten von Bredelar. Sein Weiheprotokollbuch listet für den 18. Oktober 1722 die umgebaute und barockisierte Kirche St. Vitus im Kloster Willebadessen und für den 20./21. August 1724 die Bartholomäuskapelle des Klosters Dalheim.
Nach seinem Tod wurde Bruns in der auf seine Initiative hin erweiterten Alexiuskapelle seines Klosters beigesetzt.